# Mittbanan
Mittbanan er en jernbanestrækning i Sverige mellem Sundsvall ved Sveriges østkyst og Storlien ved grænsen til Norge. Banen er enkeltsporet, bortset fra den 30 kilometer lange strækning mellem Ånge og Bräcke, hvor banen deler strækning med Norra stambanan i dobbeltspor.  Tre kilometer vest for Storlien, ved grænsen mellem Sverige og Norge, når banen den norske Meråkerbanen, som i Trondheim er sluttet til Norges øvrige jernbaner.  Banen er elektrificeret mellem Sundsvall og Storlien, strækningen til Trondheim er ikke elektrificeret.  Mellem Brunflo og Östersund V deler Mittbanan strækning med Inlandsbanan.

## Passagertrafik
Den regionale trafik på strækningen Sundsvall-Östersund Västra (Mittnabotåget) sker med Regina-tog som køres af Veolia Transport.  Fjerntog køres af SJ og er dels X 2000- og InterCity-tog Stockholm-Östersund, dels nattog til Storlien med vogne fra Stockholm, Göteborg og Malmö. X 2000- og nattoget kører via Sundsvall.  Vinteren 2007 begyndte Veolia Transport (det tidligere Connex) med konkurrerende trafik med nattog fra Göteborg og Stockholm til Åre, Duved og Storlien (Utmanartåget).
Strækningen Brunflo-Östersund trafikeres også af Inlandsbanans tog fra Mora, dog kun om sommeren. 
Mellem Östersund og Trondheim kører det såkaldte går det såkaldte Mittnabotåget med norske dieselmotorvognstog.  I vintersæsonen kører også en del special- og chartertog med skiturister til især Åre, med eksempelvis Åretåget.  Det er ikke usædvanligt at en virksomhed chartrer et helt tog til en personalefest i Åre.

## Godstrafik
Godstrafikken på flere delstrækninger er betydelig, særlig mellem Ånge og Bräcke, der forbinder hovedbanerne Gävle-Ånge og Bräcke-Boden. 

## Historie
Den første del af banen var Sundsvall-Torpshammars Järnväg, som var en knap 60 kilometer lang smalsporet privatejet bane, indviet i 1878.  Samtidig blev statsbanen Norrländska tvärbanan anlagt mellem Torpshammar og Östersund, og indviet i 1879.  På samme tid anlagde den svenske stat også jernbanen fra Trondheim og østpå (den svenske stat anlagde jernbanerne mellem Sverige og Norge, mens den norske stat anlagde jernbanerne i Norge).  Strækningen Trondheim-Östersund var færdig i 1882.  Sundsvall-Torpshammars Järnväg blev købt af staten i 1885 og var i 1886 ombygget til normalsporet bane. Navnet Norrländska tvärbanan kom da til at gælde strækningen Sundsvall-Storlien.